# Blågrøn star
Blågrøn star (Carex flacca) er et 10-60 cm højt halvgræs, der gror på tør bund i enge, skove og på bakker.

## Beskrivelse
Blågrøn star er en flerårig, urteagtig plante med en fladedækkende vækst. Stænglerne er hårløse og trekantede i tværsnit, og de bærer kun blade på den nederste del. Bladene er linjeformede med en tydelig midterfure, stive og helrandede med ru kant. Oversiden er mørkt grågrøn, mens undersiden er blågrøn.
Blomstringstiden er maj-juni, og da finder man de hunlige og hanlige blomster samlede i særskilte, endestillede aks på samme stængel. De er cylindriske, langstilkede og til sidst hængende. De øverste er næsten rent hanlige, mens de nederste er hunlige. Ofte er der 1-3 hanlige aks og 2-3 hunlige, og mens de hanlige er brunlige, har de hunlige rent hvide støvfang. Frugterne er nødder.
Rodnettet består af udløbere og trævlede rødder.
Højde x bredde og årlig tilvækst: 0,25 x 0,25 m (25 x 25 cm/år), heri dog ikke medregnet skud fra udløberne.

## Voksested
Blågrøn star er naturligt udbredt i Nordafrika, Mellemøsten, Iran og det meste af Europa, herunder i Danmark, hvor arten er almindelig de fleste steder. Den er knyttet til lysåbne voksesteder med fugtig, kalk- og humusrig jord. Derfor træffes den på overdrev, i tørre enge og skovlysninger, i vejkanter og på vejskråninger.
Ved Muskmür på Gotland, en sø omgivet af sumpe og kalkkær, vokser arten sammen med bl.a. vibefedt, bredbladet kæruld, hvas avneknippe, krognæbstar, loppestar, melet kodriver, rosmarinpil, rustskæne, skedestar og sort skæne
| Portal | Portal:Botanik |

## Note
1. ↑  "Bent Vestergaard Petersen: Gotland 1. – 8 [[juli]] 2001". Arkiveret fra originalen 4. marts 2016. Hentet 25. februar 2010.